# Dominik Schwaderlapp
Dominik Schwaderlapp (Selters, Westerwald, Alemania, 4 de mayo de 1967) es un obispo católico alemán que fue nombrado en febrero de 2012 por el papa Benedicto XVI como obispo auxiliar de la Arquidiócesis de Colonia, siendo obispo titular de Frequentium. Fue ordenado sacerdote en 1993.